# صخره سوکوترا
صخره سوکوترا (انگلیسی: Socotra Rock) که همچنین به نام لئودو (Ieodo) یا گاهی به نام پارانگودو (Parangdo) نیز شناخته می شود، یک صخره غوطه ور ۴٫۶ متری (۱۵ فوتی) زیر سطح دریا (در جزر و مد کم) واقع در دریای زرد است و مالکیت آن مورد مناقشه کره جنوبی، چین و حتی ژاپن و کره شمالی قرار دارد.